# Pero decora
Pero decora är en fjärilsart som beskrevs av Butler 1881. Pero decora ingår i släktet Pero och familjen mätare. Inga underarter finns listade i Catalogue of Life.